# Hypochrysops ignita
Hypochrysops ignita is een vlinder uit de familie van de Lycaenidae. De wetenschappelijke naam van de soort is voor het eerst gepubliceerd in 1814 door William Elford Leach.
De soort komt voor in Australië.